# Kienberg (Gemeinde Altlengbach)
Kienberg ist eine Ortschaft in der Marktgemeinde Altlengbach im Bezirk St. Pölten-Land, Niederösterreich.
Die Ortschaft befindet sich östlich von St. Pölten in den Niederösterreichischen Voralpen und am westlichen Ende des Wienerwaldes. Am 1. Jänner 2024 zählte die Ortschaft 27 Einwohner.

## Geschichte
Laut Adressbuch von Österreich waren im Jahr 1938 in Kienberg zwei Landwirte mit Direktvertrieb ansässig.